# Propsteiamt Sannerz
Das Propsteiamt Sannerz (ursprünglich Amt Herolz) war eine Gerichts- und Verwaltungseinheit des geistlichen Fürstentums Fulda und des Fürstentums Nassau-Oranien-Fulda.

## Geschichte

### Fulda
Herolz gehörte zu den Gütern, die der fuldische Abt Richard im Jahr 1030 der Propstei Neuenberg überließ. Zu der Schenkung gehörte auch die Niedere Gerichtsbarkeit. Daher blieb der Besitz bis 1546 vogtfrei. 1287 erfolgte die Befestigung des Ortes unter Abt Marquard II. Am Anfang des 14. Jahrhunderts war das Amt Herolz an die von Hutten verpfändet, 1382 wurde die von Hoelin Pfandnehmer. 1430 wurde das Pfand ausgelöst und das Amt 1432 an Mangolt von Eberstein. 1465 erfolgte die nächste Einlösung und 1494 die letzte Verpfändung (an Ulrich von Hutten). 1546 wurde diese letzte Verpfändung eingelöst. In einem Rezess von 1561 einigte sich Fulda mit von Hutten über die Vogteirechte. Die von Hutten erhielten dabei die Vogteirechte über Weiperz. 1614, 1699 und 1704 erwarb Fulda die noch bestehenden Huttenschen adligen Güter im Amt. Das adlige Gut in Sannerz, das 1704 erworben wurde, wurde Sitz und Namensgeber des 1735 eingerichteten Propsteiamtes Sannerz. Hintergrund war ein Konflikt zwischen Abt und Konvent des Hochstiftes Fulda um Abts- und Konventsgüter. Man einigte sich darauf, dass Dechant, Pröbste und Kapitel auf alle strittigen Forderungen verzichten sollten. Im Gegenzug wurde eine neue Probstei, die Probstei Sannerz, geschaffen und mit dem Amt Herolz als Propsteiamt Sannerz ausgestattet. Das Amt bestand aus Herolz, Sannerz und Weiperz.
An der Spitze des Propsteiamtes stand der Propst. Vor Ort war ein Beamter eingesetzt, der die Aufgaben eines Amtmannes hatte, aber die Amtsbezeichnung Beamter trug.

### Fürstentum Nassau-Oranien-Fulda
Das Fürstentum Nassau-Oranien-Fulda entstand aufgrund des Reichsdeputationshauptschlusses 1803. In Bezug auf die Rechtsprechung und Verwaltung wurde mit der Landesherrlichen Verordnung die Ober= und Ämter betrefffend vom 8. Januar 1803 eine Neuorganisation der bestehenden Ämter vorgenommen. Das Amt Sannerz blieb zunächst räumlich unverändert. Im Rahmen des Säkularisation wurde es zu einem staatlichen Amt. Das Amt trug nun die Bezeichnung eines Amtes III. Klasse. Durch Bekanntmachung vom 22. März 1805 wurde das Amt Uerzell und das Amt Sannerz aufgehoben und dem Amt Salmünster zugeordnet.